# Podgaj
Podgaj es un pueblo de la municipalidad de Tomislavgrad, en Bosnia y Herzegovina.

## Superficie
Posee una superficie de 7,4 kilómetros cuadrados.

## Demografía
Hasta 2013 la población era de 198 habitantes.